# Jean-André Thomas
Pour les articles homonymes, voir Thomas (nom de famille).
Ne doit pas être confondu avec André Thomas ou André-Thomas.
Jean-André Thomas, connu également sous le nom d'André Thomas, né le 4 avril 1905 à Besançon et mort le 30 mars 1999 à Paris 14e, est un médecin et biologiste cellulaire français. On lui doit des travaux de recherche fondateurs dans le domaine de la circulation extracorporelle, qui ont ouvert la voie aux avancées majeures de la chirurgie thoracique à la fin du XXe siècle. Il fut à la fois membre de l'Académie des sciences et de l'Académie nationale de médecine et président de la Société philomathique de Paris.

## Distinctions
- Élu membre de l'Académie des sciences le 29 mai 1972 dans la section de zoologie et en 1976 dans la section de biologie animale et .